# アフリカ柔道連盟
アフリカ柔道連盟（アフリカじゅうどうれんめい、英語: African Judo Union、略称はAJU）はアフリカの柔道を統括する大陸競技連盟。国際柔道連盟 (IJF) に加盟している。

## 沿革
- 1961年　- コートジボワール、セネガル、チュニジア、モロッコ、マリの5ヵ国によってアフリカ柔道連盟（AJU）が結成される。
- 1964年　- 第1回のアフリカ柔道選手権大会がセネガルのダカールで開催される。
- 2005年　- アフリカで初めての世界選手権がエジプトのカイロで開催される。

## 主催大会
- 世界柔道選手権大会（アフリカ地域開催時）[要出典]
- IJFワールド柔道ツアー（アフリカ地域開催時）[要出典]
- アフリカ柔道選手権大会

## 歴代会長
- ラッサナ・パレンフォ（セネガル）

他

## 加盟国・地域一覧
2025年現在。54ヶ国・地域。
- 五十音順

- アルジェリア
- アンゴラ
- ウガンダ
- エジプト
- エチオピア
- ガーナ
- カーボベルデ
- ガボン
- カメルーン
- ガンビア
- ギニア
- ギニアビサウ
- ケニア

- コートジボワール
- コモロ
- コンゴ共和国
- コンゴ民主共和国
- ザンビア
- シエラレオネ
- ジブチ
- ジンバブエ
- スーダン
- エスワティニ
- セーシェル
- 赤道ギニア
- セネガル

- ソマリア
- タンザニア
- チャド
- チュニジア
- 中央アフリカ
- トーゴ
- ナイジェリア
- ナミビア
- ニジェール
- ブルキナファソ
- ブルンジ
- ベナン
- ボツワナ

- マダガスカル
- マラウイ
- マリ
- 南アフリカ共和国
- モーリシャス
- モーリタニア
- モザンビーク
- モロッコ
- リビア
- リベリア

他